# Дворнік Володимир Андрійович
Володимир Андрійович Дворнік (біл. Уладзімір Андрэевіч Дворнік, нар. 16 квітня 1963, Рівненська Слобода Речицького району Гомельської області, УРСР) — державний діяч Білорусі, Заслужений працівник сільського господарства Республіки Білорусь.

## Біографія
Закінчив Речицький зооветтехнікум, Вітебський ветеринарний інститут.
Трудову діяльність розпочав трактористом колгоспу імені Дзержинського Речицького району Гомельської області.
Після закінчення Речицького технікуму працював головним ветеринарним лікарем колгоспу «Схід» Наровлянского району, заступником голови колгоспу «Дружба» Мозирського району, головним державним ветеринарним лікарем Мозирського району, директором РУП "Радгосп-комбінат «Зоря» Мозирського району Гомельської області, головою Мозирського райвиконкому.
29 грудня 2010 року призначений Головою Гомельського обласного виконавчого комітету.
На цій посаді Дворнік був ініціатором будівництва скандально відомих флагштока та громадського туалету у Гомелі. У 2017 році пенсіонера, який бажав потрапити на прийом до Дворніка, жорстко затримали та відправили до психіатричної лікарні.
3 листопада 2011 року Олександр Лукашенко надав Володимиру Дворніку звання генерал-майора.
На президентських виборах 2015 року Дворнік був довіреною особою Олександра Лукашенка.
4 квітня 2019 року призначений віце-прем'єр-міністром Білорусі. Подав у відставку 3 червня 2020 року після розпуску уряду Сергія Румаса.
У квітні 2021 року призначений генеральним директором ВАТ «Мозирсоль».
1 травня 2023 року прибиральниця «Мозирсолі» записала відео в TikTok, де розповіла про непродовження контрактів її чоловікові та деяким іншим співробітникам «Мозирсолі» та розкритикувала Дворника за це рішення. 11 травня жінку затримали силовики, після чого її звільнили, а відео із критикою Двірника зникло з її сторінки. 16 травня колишня співробітниця виклала нове відео, цього разу з вибаченнями та похвалами на адресу Дворника.
Двірник ввів на «Мозирсолі» жорсткі заходи проти курців. Один із викритих у курінні на заводі робітників помер (за словами директора — через серцеву недостатність) після загрози Двірника не продовжити йому контракт.